# 해녀박물관
해녀박물관(海女博物館, 영어: Haenyeo Museum)은 제주특별자치도의 해녀 문화를 전승·보존하기 위해 제주특별자치도청 해양수산국 해양산업과에서 관리하는 박물관이다. 제주특별자치도 제주시 구좌읍 해녀박물관길 26에 위치하고 있다.

## 연혁
- 2006년 6월 9일 : 개관